# West Australian Petroleum
West Australian Petroleum Pty Ltd (WAPET) war das erste Unternehmen in Australien, das die Lagerstättenerkundung erfolgreich betrieb und Erdöl in Western Australia förderte. Das Unternehmen wurde als Joint Venture von Caltex und Ampol im Jahr 1952 gegründet. Es entdeckte die erste wirtschaftlich verwertbare Erdölquelle in Australien im Jahr 1953. WAPET wurde im Februar 2000 von der Chevron Australia Pty Ltd aufgekauft, der australischen Tochter eines der größten Ölkonzerne der Welt.

## Geschichte
Als WAPET im November 1953 am Rough Range auf dem North West Cape in Western Australia die eine Ölquelle entdeckte, war dies die erste Quelle, die eine wirtschaftlich verwertbares Volumen am Erdöl lieferte. Dies war nicht die erste Ölquelle, die in Australien entdeckt wurde, denn diese wurde am Lake Entrance in Victoria im Jahr 1924 entdeckt, die jedoch keine verwertbare Menge Erdöl erbrachte.  
Die Bohrung in dem Rough Range lieferte etwa 400 Barrel Erdöl am Tag, das aus einer Tiefe von 1099 Metern gefördert wurde. Eine weitere Bohrung 1954 zeigte allerdings, dass das Ölvorkommen ein zu geringes Volumen hatte, um die Erdölquelle weiterhin wirtschaftlich zu betreiben.
Im Jahr 1964 entdeckte WAPET das erste Erdgasfeld in Dongara in Western Australia im Perthbecken, das ein wirtschaftlich ausreichendes Volumen an Erdgas lieferte. Das Dongara-Erdgasfeld befindet sich im Eigentum des australischen Unternehmens Arc Energy und lieferte eine Ausbeute von 12.673.556.000 m³ LNG (Flüssigerdgas) bis zum August 2007.
Die Entdeckung von Erdgas in Dongara führte zum Bau der ersten Gaspipeline im Jahr 1971 in Western Australia, von Dongara nach Pinjarra, gebaut durch die West Australian Natural Gas (WANG), einer Tochter der WAPET. Diese Pipeline ist ebenso bekannt wie die Parmelia Pipeline, die 416 km lang ist und einen Rohr-Durchmesser von 350 mm hat.
WAPET wurde von dem niederländischen Erdölkonzern Shell Australia als Partner im Jahr 1964 aufgenommen und kurz darauf entdeckte WAPET 1964 das bedeutende Ölvorkommen auf Barrow Island. Dies geschah, obwohl die australische Regierung ein Bohr- und Ausbeutungsverbot von Lagerstätten über dieses Gebiet verhängt hatte, weil sie radioaktive Verstrahlungen wegen des Atombombentests von 1952, der Operation Hurrikane auf den nahegelegenen Montebello-Inseln befürchtete. Dieses Verbot wurde 1953 aufgehoben und WAPET erhielt die Ausbeutungserlaubnis durch die Regierung. Die Bohrung Barrow-1 lieferte Erdöl in wirtschaftlich verwertbarem Volumen und es war eine bedeutende Entdeckung von Erdöl in Australien. Nach einer Investition in die Ölförderung von $ 100 Millionen wurde dieses Ölvorkommens ab dem Jahr 1967 ausgebeutet. Bereits im Jahr 1966 wurde das Vorkommen auf ein nutzbares Volumen auf 85 Millionen Barrels (13.500.000 m³) und nach dem Beginn der Ölförderung im April 1967 wurde die Schätzung auf 250 Millionen Barrels (40.000.000 m³) angehoben. Im Jahr 1995 gab es dort 430 Quellen, die Erdöl und Erdgas förderten, die meisten davon lagen auf der südlich gelegenen Hälfte der Insel. In dieser Zeit galt diese Region als das größte Öl-Fördergebiet Australiens.
Die Entdeckung von Öl auf Barrow Island und weitere Vorkommen führten in den späten 1960er und in den 1970er Jahren zu einer intensiven geologischen Untersuchung des Carnarvonbeckens durch australische und US-amerikanische Ölgesellschaften. WAPET entdeckte an den West Tryal Rocks ein weiteres bedeutendes Erdgasvorkommen im Jahr 1972 und 1980 das Gorgon-Erdgasvorkommen. Diese Region und dieses Vorkommen wurde als Greater Gorgon bekannt und in den kommenden Jahren als das Gorgon Gas Project vom Ölkonzerns Chevron verwertet, dem Übernehmer von WAPET. Das Vorkommen von LNG im Gasfeld des Greater Gorgon wird auf (1.100 km³) geschätzt.